# Le Comte de Luxembourg
Le Comte de Luxembourg (titre original : Der Graf von Luxemburg) est une opérette en trois actes de Franz Lehár sur un livret de Robert Bodanzky, Leo Stein et Alfred Maria Willner (inspiré du texte Die Göttin der Vernunft écrit par Willner et Bernhard Buchbinder en 1897). Elle est donnée pour la première fois le 12 novembre 1909 au Theater an der Wien.

## Histoire
Après le succès de La Veuve joyeuse, Lehár reçoit une commande du théâtre pour l'automne 1909 et écrit une nouvelle opérette en trois ou quatre semaines. Il dépose son œuvre chez Emil Steininger, le directeur, le 26 juin, elle est publiée par Wilhelm Karczag (de).
Après la première dirigée par Robert Stolz, Der Graf von Luxemburg est accueillie avec un tonnerre d'applaudissements puis est donnée plus de trois cents fois au Theater an der Wien. Par la suite, elle connaît d'autres mises en scène. La plus connue aujourd'hui est celle qui fut donnée au Theater des Volkes (de), à Berlin, le 4 mars 1937.
Une adaptation anglophone très libre en deux actes de Basil Hood et Adrian Rosson sur la musique de Franz Lehár sous le titre de The Count of Luxembourg est donnée le 20 mai 1911 au Daly's Theatre à Londres 240 fois puis au New Amsterdam Theatre de New York l'année suivante. En France, l'adaptation est signée par Robert de Flers et Gaston Arman de Caillavet à l'Apollo de Paris le 13 mars 1912. En 1926, un film muet s'inspire de la version anglaise de l'opérette.
Avec un nouveau livret en anglais de Nigel Douglas et Eric Maschwitz, le succès est de nouveau présent en 1983 au Sadler's Wells Theatre de Londres.

## Intrigue de la version française
L’action se passe au début du XXe siècle, à Paris, dans l’atelier du peintre Brissard (actes 1 et 3) et dans les salons du prince Basil Basilovitch (acte2).
Acte 1 (Durée approximative : 55 min)
Le prince Basil Basilovitch, cousin du tsar, est épris de la cantatrice Suzanne Didier qu’il encourage et observe secrètement. Il aurait l’intention de l’épouser mais il n’a pas le droit d’épouser une femme de la bourgeoisie, artiste de surcroît.
Pour contourner cette interdiction, envisage de faire contracter un mariage blanc à la femme qu’il aime. Il propose un marché à Fernand de Luxembourg, un noceur désargenté : pour un demi-million, le comte devra être l'époux de la chanteuse, la délaisser durant trois mois en se cachant dans Paris puis demander le divorce. La femme appartiendrait maintenant à la noblesse, ce qui permettrait à Basile de l’épouser.
Le comte Fernand accepte l'offre. La cérémonie aura lieu dans l’atelier de Brissard de telle sorte qu’il ne puisse pas voir son épouse et qu’elle reste inconnue pour lui. Séparés par un tableau, les « époux » ne peuvent se voir et ils échangent les anneaux à travers un tableau de Brissard. Sitôt le mariage terminé, Suzanne et Fernand, sans s’être vus, s’en vont, chacun de leur côté.
Acte 2 (Durée approximative : 60 min)
Trois mois se sont écoulés. La veille du divorce, Suzanne Didier donne une fête dans les salons du prince Basil Basilovitch. Elle fait ses adieux à la scène. Ignorant toujours qu’il est son époux, Ferrnand tombe amoureux de Suzanne. Il la suit chez le prince et déclare son amour à la cantatrice. Les sentiments sont réciproques. Mais lorsque Suzanne parle avec mépris de ce comte de Luxembourg qui a fait un mariage blanc pour de l’argent, Fernand lui avoue qui il est.
Leur amour demeure. Mais Fernand a donné sa parole. Il ne peut ni ridiculiser Suzanne ni l’embrasser. Désespéré, il quitte l’hôtel.
Acte 3 (Durée approximative : 40 min)
Pour conserver Suzanne le comte doit rembourser Basil. Mais il a dilapidé les 500 000 francs. Brissard lui propose alors de disparaître quelque temps. On le croit mort et ses tableaux atteignent des prix exorbitants. La somme récoltée par la vente de ces œuvres permettra au comte de rembourser le prince. Brissard veut réconcilier Fernand et Suzanne. Il a l’idée de reconstituer le mariage à travers le tableau. Cette fois, Fernand joue son propre rôle. Suzanne lui pardonne. Ils décident de rester unis. Le prince Basilovitch ne peut que s’incliner et décide de rentrer en Russie.
Comme dans toute bonne opérette, l’amour triomphe. Les jeunes époux s’aimeront et auront … etc.

## Source
- (de) Cet article est partiellement ou en totalité issu de l’article de Wikipédia en allemand intitulé « Der Graf von Luxemburg » (voir la liste des auteurs).